# Daily News Building
El Daily News Building es un rascacielos histórico de 145 metros de altura ubicado en Nueva York, Nueva York que se encuentra inscrito como un Hito Histórico Nacional en el Registro Nacional de Lugares Históricos desde el 14 de noviembre de 1982. Raymond Hood y John Mead Howells fueron los arquitectos del Daily News Building.

## Ubicación
El Daily News Building se encuentra dentro del condado de Nueva York en las coordenadas 40°44′58″N 73°58′25″O / 40.749444, -73.973611.